# Памяти Асенковой (стихотворение)
«Памяти А́сенковой» — стихотворение Николая Алексеевича Некрасова. Написано в ноябре 1854 — апреле 1855 года. Посвящено актрисе Александринского театра Варваре Николаевне Асенковой.

## История создания и публикации

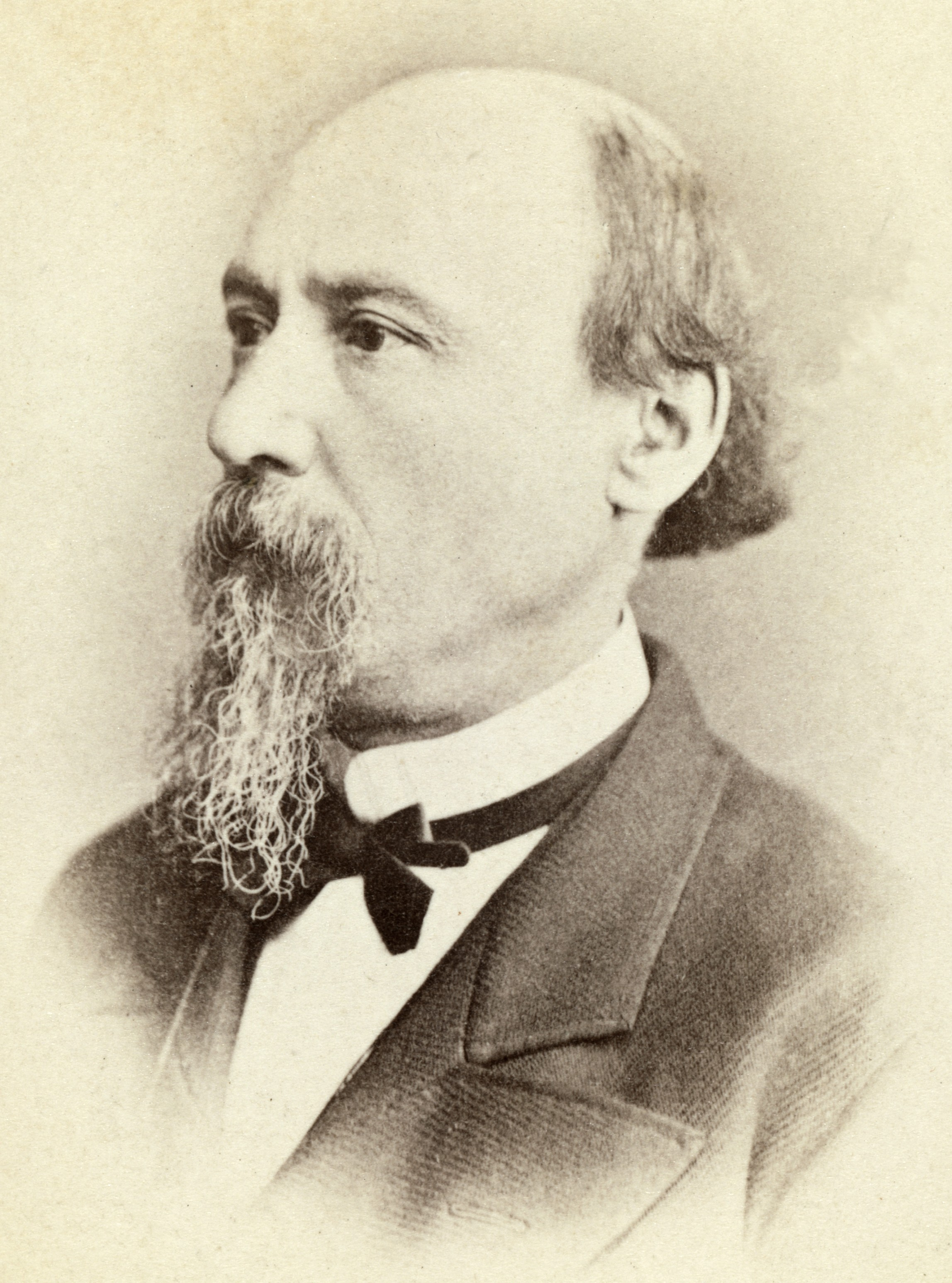
Николай Алексеевич Некрасов

«Памяти Асенковой» было написано  Некрасовым  в непростой жизненный период, ознаменовавшийся  смертью сына и  собственной серьёзной болезнью. В целом, лейтмотив гибели являлся одним из ключевых для поэта в то время и проходил сквозь многие его произведения. Это наглядно видно из порядка, в котором Некрасов разместил стихотворения в сборнике 1856 года . Один из исследователей творчества поэта прокомментировал это следующим образом : 
В собрании стихотворений <…> вслед за «Памяти Асенковой» помещаются стихотворения «Последние элегии», «В деревне» и «Памяти приятеля» <…> В «Последних элегиях» Некрасов говорит о своей собственной обречённости, в стихотворении «Памяти Асенковой» он говорит об умершей любимой <...> В стихотворении «Памяти приятеля» — об умершем друге и учителе (Белинском), в стихотворении «В деревне» — об умершем крестьянском парне.
 Изначально произведение было опубликовано под заглавием «Воспоминание (Отрывок)», что только подчёркивает временной разрыв с той, чьей памяти оно посвящено. Затем заглавие было изменено на «Актриса. [Памяти В.Н.А.]» и лишь спустя некоторое время получило своё окончательное название. Можно предположить, что Некрасов высоко ценил своё стихотворение, так как включал его в первую часть всех своих прижизненных поэтических сборников, но уже с заглавием «Памяти –ой». 

## «Памяти Асенковой» в контексте некрологической лирики Некрасова
Стихотворения, посвящённые теме смерти, занимают заметное место в творчестве Некрасова, однако существует лишь несколько текстов о реальных исторических личностях. Подробную характеристику трём таким стихотворениям в своих работах  даёт современный российский литературовед  М.Ю. Степина. «Памяти Белинского», «Памяти Добролюбова» и «Памяти Асенковой» имеют одинаковый способ построения заглавия. Кроме того, общая черта, объединяющая их ― это охваченная взглядом вся жизнь человека, а, точнее, то наиболее существенное, по мнению автора, что важно о ней запомнить. Возникает своеобразная замкнутая структура, внутри которой реальные события, вещественное, повседневное, а в начале и в конце ― соприкосновение с высшими материями. В этой связи необходимо указать на то, какой смысл жизни отмечает Некрасов у героев стихотворений. Если Белинский и Добролюбов описаны как несущие знание в массы, то Асенкова (как впоследствии В. Ф. Комиссаржевская, смерть которую воспел А. А. Блок) ценна своим талантом, красотой и невинностью, тем, что просто жила. Кроме того, существует ещё одно стихотворение, которое относится к 1855 году и имеет определённые смысловые параллели с «Памятью Асенковой». «Я посетил твоё кладбище» также  написано в форме воспоминания, к тому же в нём указывается, что лирический герой посетил могилу девушки, которую знал. Безусловно, нельзя отождествлять сюжеты этих текстов, но их некоторая схожесть доказывает, что тяжелобольному Некрасову, думавшему о вероятной близкой смерти, в тот период была свойственна рефлексия о прошедшем и идеализация воспоминаний.

## Н.А. Некрасов и В.Н. Асенкова

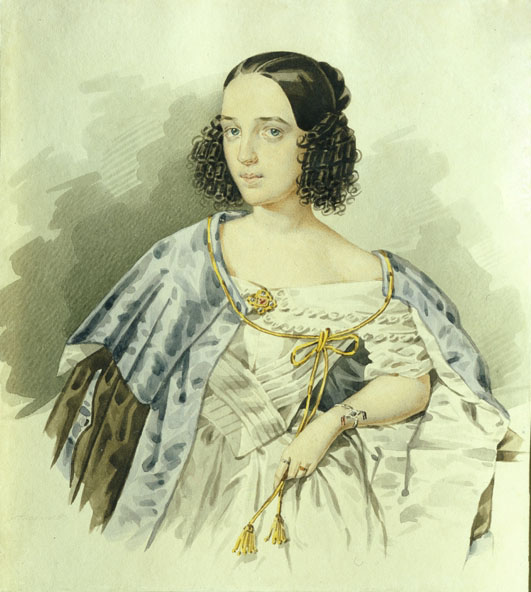
Варвара Николаевна Асенкова

В год смерти Асенковой (1841) Некрасову было 20 лет, вскоре после её похорон он дебютировал как автор водевилей.  Некрасов был лично знаком знаком с Асенковой и бывал у нее дома, был поклонником ее таланта. Впечатления от ее ролей и исполнительской манеры отразились в разных его произведениях. Создавая через пятнадцать лет поэтическое поминовение, он в большей степени имел возможность обратиться лишь к собственным воспоминаниям, которые за прошедшие годы обрели идеалистичность, «подстроившись» под топос рано угасшей прекрасной актрисы.
Кроме «Памяти Асенковой» в 1850-е годы поэт неоднократно обращался к воспоминаниям о ней для воплощения своих художественных замыслов в других произведениях. Так, например, в «Прекрасной партии» (1852) упоминается В.Н. Асенкова. Однако, помимо хорошо известных текстов, существует ещё одно, рефлексирующее над жизненной трагедией не абстрактного собирательного образа артистки, а именно Варвары. Это найденные К.И.Чуковским отрывки из пьесы Некрасова, датируемые 1855―1856 годами .

В своих комментариях к ним исследователь пишет следующее: 
Как известно, у Николая I было много любовниц, которых он чаще всего вербовал из актрис императорской сцены. Но в 1840 году нашлась в Александрийском театре актриса, дерзнувшая воспротивиться вожделениям царя. ‹...› Мстительный царь не простил ей обиды, и его приближённые подвергли её яростной травле.
 Чуковский пишет и о том, что после смерти ходили слухи, будто виновником гибели девушки был Николай I. Отмечается и осведомлённость поэта: «При своей близости к императорской сцене Некрасов знал до подробностей трагическую историю Асенковой и впоследствии неоднократно пытался воспроизвести её в своих сочинениях».

## Языковая характеристика произведения
- На семантическом уровне важно преобладание среди самостоятельных частей речи имён существительных. В данном случае можно наблюдать обилие эмоционально ярко выраженных существительных, в частности, абстрактных. Почти в каждой строфе присутствуют слова, подобные следующим: муки, искусство, талант, неуспех, удел (в значении «судьба») и т.д. Эти слова указывают на возвышенное отношение рассказчика к актрисе, к своему воспоминанию.

Наряду с абстрактными существительными присутствуют и конкретные, характеризующие людей, их качества, род деятельности или возраст: дилетант, скептик, богач, театрал и т.п. Есть и третья группа существительных, заслуживающих внимания ― те, которые вне контекста носят нейтральный характер, в данном случае они чаще всего подчёркнуто негативны (вздохи, куплеты, намёки, уста).
Рассмотрев классификации существительных, употребляемых в стихотворении, можно сделать вывод: главное значение придается отражению чувств и эмоций, то есть субъективному взгляду на ситуацию рассказчика. Он говорит об актрисе с чувством возвышенности, отрицательно отзываясь о публике и толпе.
- На фонетическом уровне важную роль в стихотворении играют ассонансы и аллитерации. Например,

Одно из них я полюбил
Будить в душе суровой,
Одну из множества могил
Оплакал скорбью новой…

Это вторая строфа, после которой начинается рассказ о карьере и жизненном пути героини. Благодаря ассонансу буквы «о», которая в безударном положении является звуком «а» и букв «у» и «ю» (дающих звук «у») достигается протяжность, характерная для начала повествования, когда рассказчик вводит читателя в историю.
Перекрестная рифмовка, как и размер, выдержана во всех строфах.
Стихотворение написано ямбом 4-3 с пиррихиями.
- Идейно-образный уровень

Все образы делятся на две чётко разграниченные группы ― положительные и отрицательные.
К положительным относятся два действующих лица: рассказчик и актриса. Примечательно, что иногда прилагательные, семантически негативные, приобретают «трогательность» в контексте истории, относясь к характеристике этих героев. Так, например, «суровая» душа рассказчика и «наивность» актрисы призваны вызвать у читателя сочувствие, а отнюдь не презрение или непонимание.
Толпа (в широком смысле) составляет отрицательную группу персонажей. Образ публики, восхищённой игрой актрисы, а позже сломавшей её жизнь, выражен кругом лиц, о которых отдельно почти ничего не упоминается. Автор перечисляет некоторых представителей толпы, используя для их характеристики негативно окрашенную лексику. Но наиболее ярко отражены не образы самих людей, а совершаемые ими действия.